# Points de Napoléon
En géométrie, les points de Napoléon sont deux points remarquables du triangle plan. Ils portent le nom de l'empereur Napoléon Bonaparte qui les aurait découverts, bien que ceci puisse être remis en question. Ce sont des centres du triangle de nombre de kimberling X(17) et X(18).
La concourance des droites qui définissent le premier point de Napoléon a été remarquée par Maurits Escher qui utilisait l'hexagone {\displaystyle AC'BA'CB'} pour paver le plan.

## Définition

### Premier point de Napoléon

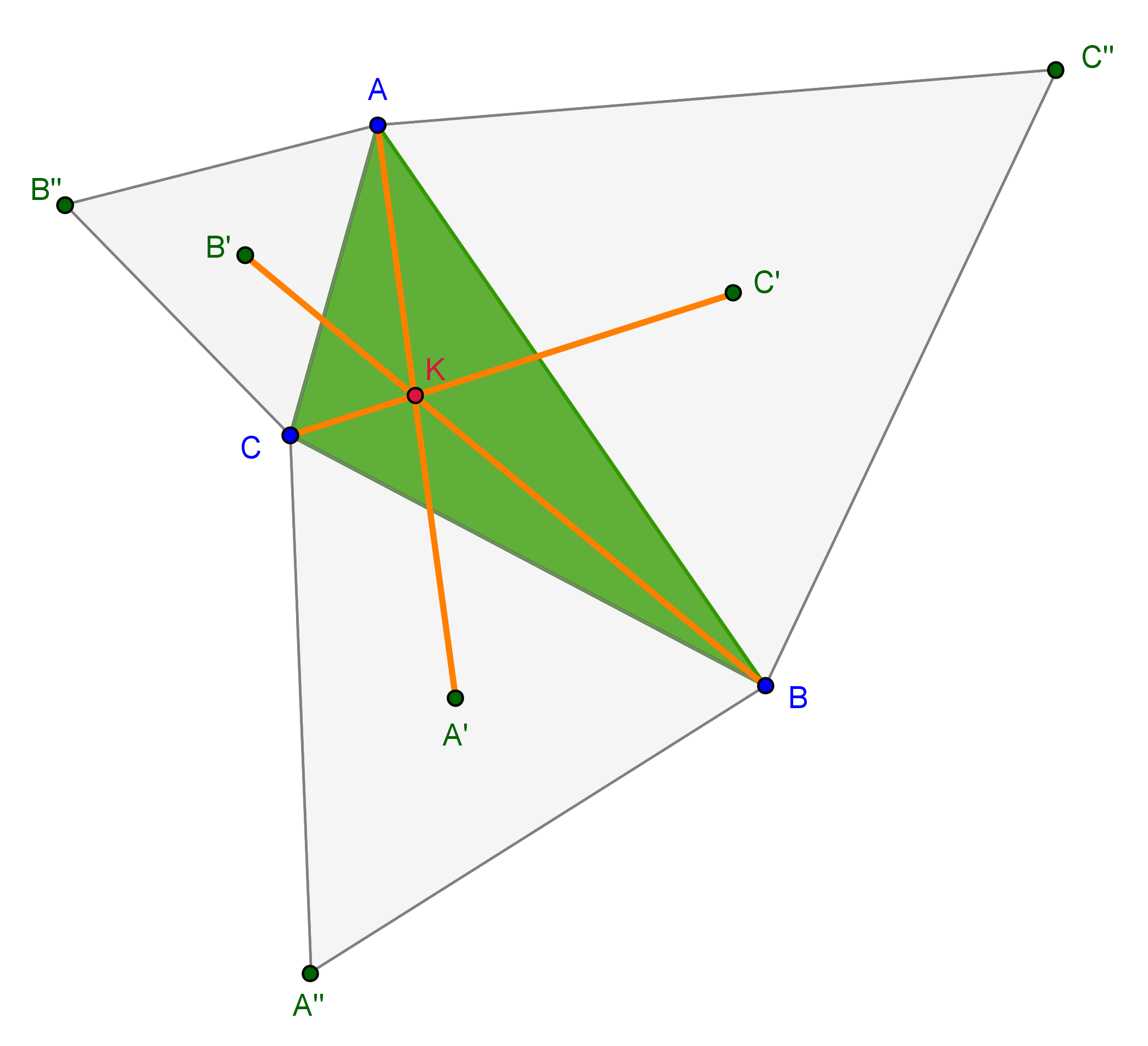
Construction du premier point de Napoléon

Soit ABC un triangle plan. On construit à partir des côtés BC, CA, AB, les triangles équilatéraux extérieurs A"BC, B"CA et C"AB respectivement. On note les centres de gravité de ces triangles A', B' et C' respectivement. Alors A'A, B'B et C'C sont concourantes au point noté K, qui est le premier point de Napoléon, ou point de Napoléon extérieur, du triangle ABC.
Le triangle A'B'C' est appelé le triangle de Napoléon extérieur du triangle ABC. Le théorème de Napoléon permet d'affirmer que ce triangle est équilatéral.
Le nombre de Kimberling du premier point de Napoléon est X(17).
- les coordonnées trilinéaires de K sont:

{\displaystyle {\begin{aligned}&\left(\csc \left(A+{\frac {\pi }{6}}\right):\csc \left(B+{\frac {\pi }{6}}\right):\csc \left(C+{\frac {\pi }{6}}\right)\right)\\&=\left(\sec \left(A-{\frac {\pi }{3}}\right):\sec \left(B-{\frac {\pi }{3}}\right):\sec \left(C-{\frac {\pi }{3}}\right)\right)\end{aligned}}}
- les coordonnées barycentriques de K sont :

{\displaystyle \left(a\csc \left(A+{\frac {\pi }{6}}\right):b\csc \left(B+{\frac {\pi }{6}}\right):c\csc \left(C+{\frac {\pi }{6}}\right)\right)}

### Second point de Napoléon

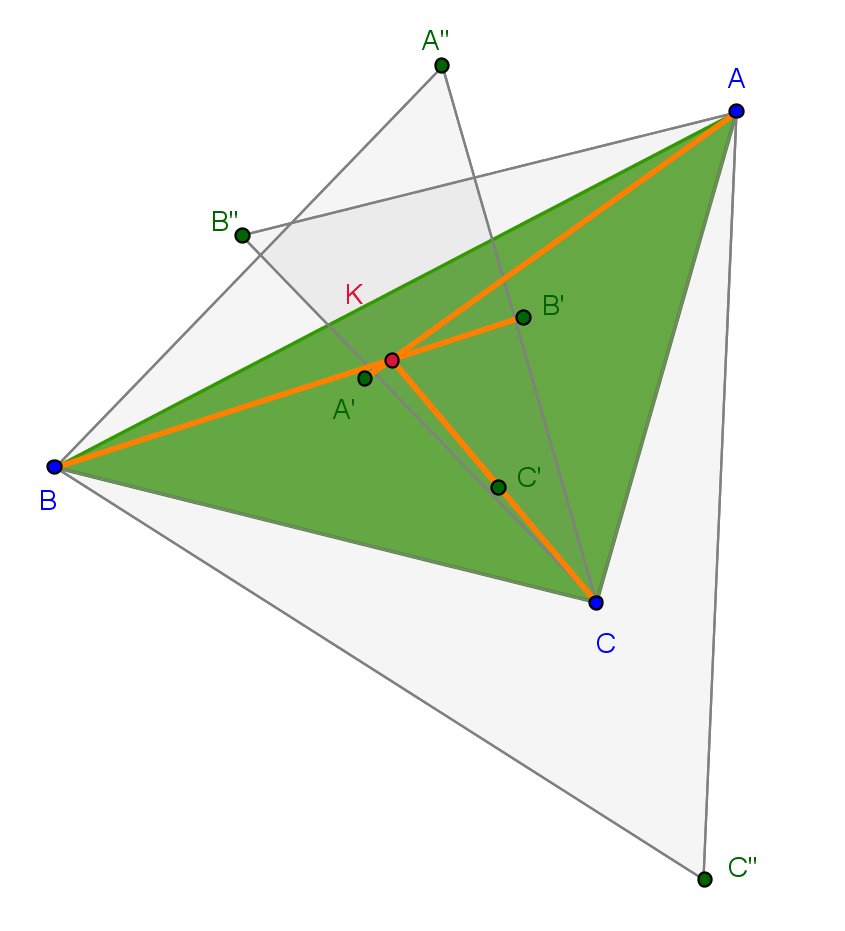
Construction du second point de Napoléon

Soit ABC un triangle plan. On construit à partir des côtés BC, CA, AB, les triangles équilatéraux intérieurs A"BC, B"CA et C"AB respectivement. On note les centres de gravité de ces triangles A', B' et C' respectivement. Alors A'A, B'B et C'C sont concourantes au point noté K, qui est le second point de Napoléon, ou point de Napoléon intérieur, du triangle ABC.
Le triangle A'B'C' est appelé le triangle de Napoléon intérieur du triangle ABC. Le théorème de Napoléon permet d'affirmer que ce triangle est équilatéral.
Le nombre de Kimberling du second point de Napoléon est X(18).
- les coordonnées trilinéaires de K sont :

{\displaystyle {\begin{aligned}&\left(\csc \left(A-{\frac {\pi }{6}}\right),\csc \left(B-{\frac {\pi }{6}}\right),\csc \left(C-{\frac {\pi }{6}}\right)\right)\\&=\left(\sec \left(A+{\frac {\pi }{3}}\right),\sec \left(B+{\frac {\pi }{3}}\right),\sec \left(C+{\frac {\pi }{3}}\right)\right)\end{aligned}}}
- les coordonnées barycentriques de K sont :

{\displaystyle \left(a\csc \left(A-{\frac {\pi }{6}}\right),b\csc \left(B-{\frac {\pi }{6}}\right),c\csc \left(C-{\frac {\pi }{6}}\right)\right)}

## Relations avec d'autres éléments remarquables
On peut rapprocher les points de Napoléon des points de Fermat-Torricelli (X(13) et X(14)). En effet, si au lieu de construire les lignes rejoignant les sommets du triangle aux centres de gravité des triangles équilatéraux extérieurs, on construit les lignes rejoignant les sommets du triangle aux sommets extérieurs de ces triangles équilatéraux, ces trois lignes sont concourantes et ces points d'intersection sont les points de Fermat-Torricelli. L'intersection de la droite de Fermat (qui passe par les deux points de Fermat-Torricelli) et la ligne de Napoléon (qui passe par les deux points de Napoléon) est le point symédian du triangle (de nombre de Kimberling X(6)).
Les deux points de Napoléon sont sur l'hyperbole de Kiepert.